# Sanharó
Sanharó est une municipalité brésilienne située dans l'État du Pernambouc.